# 앨리 맥그로
앨리 맥그로(Ali MacGraw, 1939년 4월 1일 ~ )는 미국의 배우이다.

## 출연 작품
- 겟어웨이
- 러브 스토리